# Oasis (Casablanca)
Pour les articles homonymes, voir Oasis (homonymie).
 (décembre 2011).
Si vous disposez d'ouvrages ou d'articles de référence ou si vous connaissez des sites web de qualité traitant du thème abordé ici, merci de compléter l'article en donnant les références utiles à sa vérifiabilité et en les liant à la section « Notes et références ».
Oasis est un quartier de Casablanca.
Le quartier Oasis est le prolongement du Maârif Extension. Situé entre Hay Hassani et le Maârif, il se caractérise par la présence de nombreux clubs sportifs tels que le WAC et le Raja, les deux grands clubs de football au Maroc, ainsi que plusieurs autres clubs dont le CAFC (Cercle Amicale des Français de Casablanca), le RUC, le CLAS, Amal, etc.
Le quartier Oasis est considéré comme l'un des quartiers les plus luxueux de Casablanca (avec Californie, CIL, Anfa Supérieur ...).